# リチャード・ウィルソン・ペトリー

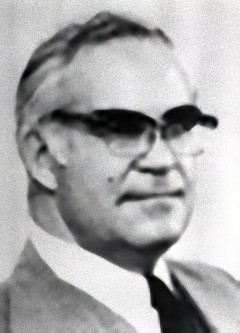
リチャード・ウィルソン・ペトリー

リチャード・ウィルソン・ペトリー（Richard Wilson Petree, 1924年6月4日 - 2015年2月8日）は、アメリカ合衆国の外交官。

## 生涯
1924年にニューヨーク州ジェームズタウンで誕生。1948年にコロラド大学で学士号を取得。1950年にハーバード大学で修士号を取得。1943年から1946年までアメリカ海軍に海軍予備役として所属。1945年から1946年まで海軍東洋言語学校に在籍。
1946年から1947年まで陸軍省で人事職員を務め、軍政下の朝鮮のソウルに駐在。1949年から1950年まで実習生として国務省に勤務。1950年に国務省に入省。情報調査局東アジア部で勤務。1957年から1960年まで日本の東京大使館で労働官補として勤務。1960年6月から1963年8月まで日本の福岡領事館で首席領事。1963年から1967年まで極東局東アジア部の日本課に所属、1964年8月から1966年6月まで極東局東アジア部日本課長。1967年から1968年まで国防大学に在籍。1968年から1972年までエチオピア帝国のアディスアベバ大使館で政治担当官、および参事官（政治担当）。
1972年から1973年まで日本で那覇総領事。1973年から1976年まで東京大使館で参事官（政治担当）。1976年から1978年までアメリカ国連代表部で公使参事官（政治・安全保障担当）。1979年から1981年までアメリカ国連代表部副代表。1981年に国務省を退職。